# Lijst van afleveringen van Vermist
Dit is een lijst met afleveringen van de Vlaamse televisieserie Vermist. De VIER-serie telt zeven seizoenen.

## Seizoen 1
| Nr. | Titel Aflevering | Gastacteurs | Originele uitzenddatum | Scenario                                         | Regie                  | Productie- nummer | Kijkcijfer |
| --- | ---------------- | --- | ---------------------- | ------------------------------------------------ | ---------------------- | ----------------- | ---------- |
| 1   | Evi - de film    | Celine Laenen, Filip Peeters, Hilde Van Mieghem, Barbara Dzikanowic, Thomas Cammaert, Steven Boen, Maarten Goffin, Lauren Müller, Cem Akkanat | 25 maart 2008          | Bas Adriaensen Philippe De Schepper              | Jan Verheyen           | 1.01              | 483.368    |
| 2   | Baby Alisha      | Clara Cleymans, Matteo Simoni, Barbara Sarafian, Kristine Van Pellicom                                                                        | 1 april 2008           | Bas Adriaensen Philippe De Schepper              | Christophe Van Rompaey | 1.02              | onbekend   |
| 3   | Sander           | Stef Aerts, Karin Tanghe, Bob de Moor, Claude De Burie, Sally-Jane Van Horenbeeck                                                             | 8 april 2008           | Bas Adriaensen Philippe De Schepper              | Jan Verheyen           | 1.03              | onbekend   |
| 4   | Rens             | Pieter Van Dijck, Ernst Löw, Victor Löw, Axel Daeseleire                                                                                      | 15 april 2008          | Bas Adriaensen Philippe De Schepper              | Christophe Van Rompaey | 1.04              | onbekend   |
| 5   | Kika             | Joyce Beullens, Gert Winkelmans, Ides Meire, Axel Daeseleire, Tom Van Bauwel, Hans De Munter, Chris Thys, Sylvie De Caluwe                    | 22 april 2008          | Bas Adriaensen Philippe De Schepper Bram Renders | Jakob Verbruggen       | 1.05              | onbekend   |
| 6   | Weilandboy       | Axel Daeseleire, Goua Robert Grovogui, Jakob Beks, Marie Vinck, Katelijne Verbeke                                                             | 29 april 2008          | Bas Adriaensen Philippe De Schepper              | Jakob Verbruggen       | 1.06              | onbekend   |
| 7   | Sara             | Els Dottermans, June Voeten, Charlotte Timmers, Sven De Ridder                                                                                | 6 mei 2008             | Bas Adriaensen Philippe De Schepper              | Jan Verheyen           | 1.07              | onbekend   |
| 8   | Anja             | Antje De Boeck, Bart Slegers, Tom Van Bauwel, Jonas Van Geel                                                                                  | 13 mei 2008            | Bas Adriaensen Philippe De Schepper              | Christophe Van Rompaey | 1.08              | onbekend   |
| 9   | Taxi             | Emilie Deroo, Jamal Boukhriss, Yolente De Keersmaeker, Tom Dewispelaere en Salah-Edine Ouail                                                  | 20 mei 2008            | Bas Adriaensen Philippe De Schepper              | Joël Vanhoebrouck      | 1.09              | onbekend   |
| 10  | Nick             | Emilie Deroo, Tom Dewispelaere, Frank Vercruyssen, Charlotte Timmers                                                                          | 27 mei 2008            | Bas Adriaensen Philippe De Schepper              | Joël Vanhoebrouck      | 1.10              | onbekend   |

## Seizoen 2
| Nr. | Titel Aflevering | Gastacteurs | Originele uitzenddatum | Scenario                                                            | Regie             | Productie-nummer | Kijkcijfer |
| --- | ---------------- | --- | ---------------------- | ------------------------------------------------------------------- | ----------------- | ---------------- | ---------- |
| 11  | Lena             | Charlotte Timmers, Katelijne Verbeke, Thijs Hoornaert, Jasper Dreesen, Kevin Bellemans, Ronny Van Rumst, Joren Seldeslachts                            | 22 maart 2010          | Bas Adriaensen Philippe de Schepper Nico Moolenaar                  | Joël Vanhoebrouck | 2.01             | 370.330    |
| 12  | Elise            | Koen Wauters, Kris Wauters, Eline De Munck, Michael Pas, Frank Van Erum, Lynn Van Royen, Elise Bundervoet, Stoffel Bollu, Ini Massez, Rilke Eyckermans | 29 maart 2010          | Bas Adriaensen Philippe de Schepper Nico Moolenaar Piet Matthijs    | Jan Verheyen      | 2.02             | 467.237    |
| 13  | Vincent          | Tom Van Bauwel, Pieter Van Hees, Geert Van Rampelberg, Pascal Bastin, Steph Baeyens, Pieter Van Hees, Johnny De Meyer, Mark Verstraete                 | 5 april 2010           | Bas Adriaensen Philippe de Schepper Nico Moolenaar                  | Joël Vanhoebrouck | 2.03             | 415.289    |
| 14  | Tessa            | Eline Kuppens, Janine Bischops, Freek Pieters, Sam Peeters, Bram Van Outryve, Anthony Schatteman, Abdelmalek Kadi, Charles Cornette                    | 12 april 2010          | Bas Adriaensen Philippe de Schepper Nico Moolenaar Pieter De Graeve | Jan Verheyen      | 2.04             | 425.556    |
| 15  | Arne             | Sven De Ridder, Anthony Arandia, Daisy Van Praet, Karel Deruwe, Eddy Vereycken, Alain Van Goethem                                                      | 19 april 2010          | Bas Adriaensen Philippe de Schepper Nico Moolenaar Pieter De Graeve | Jan Verheyen      | 2.05             | 363.710    |
| 16  | Julie            | Robbie Cleiren, Sven De Ridder, Natali Broods, Ina Geerts, Marianne Devriese,Jurgen Delnaet, Stijn Cole                                                | 26 april 2010          | Bas Adriaensen Philippe de Schepper Nico Moolenaar Pieter De Graeve | Joël Vanhoebrouck | 2.06             | 416.780    |
| 17  | Valentina        | Jehon Gorani, Sam Schürg, Ryszard Turbiasz, Servé Hermans                                                                                              | 3 mei 2010             | Bas Adriaensen Philippe de Schepper Nico Moolenaar Piet Matthys     | Joël Vanhoebrouck | 2.07             | 419.990    |
| 18  | Mike             | Véronique Leysen, Kurt Rogiers, Katrien Vandendries, Mathijs Scheepers, Door Van Boeckel, Marc Peeters, Bert Haelvoet                                  | 10 mei 2010            | Bas Adriaensen Philippe de Schepper Nico Moolenaar Piet Matthys     | Jan Verheyen      | 2.08             | 448.705    |
| 19  | Meisje X 1       | Chris Van den Durpel, Veerle Dobbelaere, Sven De Ridder, Rudy Morren                                                                                   | 17 mei 2010            | Bas Adriaensen Philippe de Schepper                                 | Joël Vanhoebrouck | 2.09             | 413.040    |
| 20  | Meisje X 2       | Chris Van den Durpel, Sven De Ridder, Geert Van Rampelberg                                                                                             | 24 mei 2010            | Bas Adriaensen Philippe de Schepper                                 | Joël Vanhoebrouck | 2.10             | 361.069    |

## Seizoen 3
| Nr. | Titel Aflevering | Gastacteurs | Originele uitzenddatum | Scenario                                             | Regie             | Productie-nummer | Kijkcijfer |
| --- | ---------------- | --- | ---------------------- | ---------------------------------------------------- | ----------------- | ---------------- | ---------- |
| 21  | Bart             | Jakob Beks, Marianne Devriese, Kristof Verhassel, Gert Jochems, Bob Snijers, Immanuel Lemmens, Olivier Bony                                                                                      | 3 november 2011        | Philippe de Schepper Bas Adriaensen Pieter De Graeve | Joël Vanhoebrouck | 3.02             | 277.992    |
| 22  | Amber            | Marianne Devriese, Kristof Verhassel, Maxime De Winne, Inge Paulussen, Ben Van Ostade, Joy Thielemans, Els Olaerts, Kyoko Scholiers, Moora Vander Veken                                          | 10 november 2011       | Philippe de Schepper Bas Adriaensen Pieter De Graeve | Joël Vanhoebrouck | 3.04             | 362.066    |
| 23  | Dave             | Marianne Devriese, Jeroen Perceval, Jeroen Van der Ven, Greg Timmermans, Lien De Graeve, Vincenzo De Jonghe, Thomas Janssens, Jean-Henri Compère                                                 | 17 november 2011       | Philippe de Schepper Bas Adriaensen Pieter De Graeve | Joël Vanhoebrouck | 3.03             | 375.699    |
| 24  | Lisa             | Marianne Devriese, Geert Hunaerts, Gilda De Bal, Mark Tijsmans, Katrien De Ruysscher, Gert Lahousse, Hans Van Cauwenberghe, Jasmine Jaspers, Ann Hendrickx, Bert Vannieuwenhuyse                 | 24 november 2011       | Philippe de Schepper Bas Adriaensen Pieter De Graeve | Jan Verheyen      | 3.05             | 442.542    |
| 25  | Dina             | Amid Chakir, Geert Hunaerts, Elisabeth Puglia, Mounia Minten, Erik Kempeneers, Aoassar Abdel-Samad, Mourad El Kasmi, Nabil Mallat, Evelien Broekaert, Kurt Vandendriessche, Camiel Van Den Eynde | 1 december 2011        | Philippe de Schepper Bas Adriaensen Pieter De Graeve | Joël Vanhoebrouck | 3.01             | 339.079    |
| 26  | John             | Stany Crets, Daan Hugaert, Luk Wyns, Eric Van Herreweghe, Ivo Pauwels | 8 december 2011        | Philippe de Schepper Bas Adriaensen Pieter De Graeve | Jan Verheyen      | 3.06             | onbekend   |
| 27  | Dooms            | Sven De Ridder, Ianka Fleerackers, Gene Bervoets, Geert Van Rampelberg | 15 december 2011       | Philippe de Schepper Bas Adriaensen Pieter De Graeve | Jan Verheyen      | 3.07             | onbekend   |
| 28  | Sabine           | Sven De Ridder, Ianka Fleerackers, Marleen Merckx, Britt Das, Gene Bervoets, Sarah Van Roy, Vildan Maksuti, Glenn Bracke                                                                         | 22 december 2011       | Philippe de Schepper Bas Adriaensen Pieter De Graeve | Jan Verheyen      | 3.08             | 294.372    |
| 29  | Angela           | Louis Talpe, Marc Van Eeghem, Lotte Heijtenis, Olivier Bisback, Brit Van Hoof, Chris Mannaerts                                                                                                   | 29 december 2011       | Philippe de Schepper Bas Adriaensen Pieter De Graeve | Joël Vanhoebrouck | 3.10             | 407.070    |
| 30  | Kenny            | Lotte Heijtenis, Nico Sturm, Rik Willems, Steve Geerts | 5 januari 2012         | Philippe de Schepper Bas Adriaensen Pieter De Graeve | Joël Vanhoebrouck | 3.09             | onbekend   |

## Seizoen 4
| Nr. | Titel Aflevering | Gastacteurs | Originele uitzenddatum | Scenario                                                                         | Regie             | Productie-nummer | Kijkcijfer |
| --- | ---------------- | --- | ---------------------- | -------------------------------------------------------------------------------- | ----------------- | ---------------- | ---------- |
| 31  | Hanne            | Lotte Heijtenis, Michel Van Dousselaere, Guga Baúl, Zohra, Maarten Claeyssens, Tom Van Bauwel                                   | 19 september 2012      | Philippe De Schepper Bas Adriaensen Nico Moolenaar Piet Matthys Pieter De Graeve | Jan Verheyen      | 4.01             | 409.532    |
| 32  | Marie            | Erik Goris, Lotte Heijtenis, Michel Van Dousselaere, Daphne Wellens, Mieke Bouve, Tine Cartuyvels, Ken Verdoodt, Tarikh Janssen | 26 september 2012      | Philippe De Schepper Bas Adriaensen Nico Moolenaar Piet Matthys Pieter De Graeve | Jan Verheyen      | 4.02             | 339.791    |
| 33  | Emma             | Tania Kloek, Peter Bulckaen, Bert Cosemans, Ini Massez                                                                          | 3 oktober 2012         | Philippe De Schepper Bas Adriaensen Nico Moolenaar Piet Matthys Pieter De Graeve | Jan Verheyen      | 4.03             | 471.551    |
| 34  | Myriam           | Iwein Segers, Mathias Sercu, Isabelle Van Hecke, Bieke Ilegems, Dieter Troubleyn, Christophe Stienlet                           | 10 oktober 2012        | Philippe De Schepper Bas Adriaensen Nico Moolenaar Piet Matthys Pieter De Graeve | Jan Verheyen      | 4.04             | 457.389    |
| 35  | Thomas           | Tom Van Landuyt, Stefaan Degand, Nele Bauwens, Tom Van Bauwel, Noor Ben Taouet                                                  | 17 oktober 2012        | Philippe De Schepper Bas Adriaensen Nico Moolenaar Piet Matthys Pieter De Graeve | Cecilia Verheyden | 4.05             | 342.461    |
| 36  | Jona             | Ben Van den Heuvel, Lien Van de Kelder, Dirk Tuypens, Jelte Blommaert, Erik Goossens, Circe Lethem                              | 24 oktober 2012        | Philippe De Schepper Bas Adriaensen Nico Moolenaar Piet Matthys Pieter De Graeve | Jan Verheyen      | 4.06             | 398.445    |
| 37  | Christine        | Amaryllis Uitterlinden, Ludo Hellinx, Günther Lesage, Tom Van Bauwel, Hilde Heijnen                                             | 31 oktober 2012        | Philippe De Schepper Bas Adriaensen Nico Moolenaar Piet Matthys Pieter De Graeve | Cecilia Verheyden | 4.07             | onbekend   |
| 38  | Paul             | Gilles De Schryver, Robrecht Vanden Thoren, Luc Van Duyse, Kris Cuppens, Els Béatse, Wim Van Den Driessche, Frances Lefebure    | 7 november 2012        | Philippe De Schepper Bas Adriaensen Nico Moolenaar Piet Matthys Pieter De Graeve | Jan Verheyen      | 4.08             | 380.976    |
| 39  | Ief I            | Ella Leyers, Simon Van Buyten, Tom De Hoog, Hendrik Aerts, Bert Huysentruyt                                                     | 14 november 2012       | Philippe De Schepper Bas Adriaensen Nico Moolenaar Piet Matthys Pieter De Graeve | Joël Vanhoebrouck | 4.09             | 262.390    |
| 40  | Ief II           | Ella Leyers, Simon Van Buyten, Tom De Hoog, Hendrik Aerts, Bert Huysentruyt, Dirk Van Dijck                                     | 21 november 2012       | Philippe De Schepper Bas Adriaensen Nico Moolenaar Piet Matthys Pieter De Graeve | Joël Vanhoebrouck | 4.10             | 298.367    |

Ter info: de opnames van seizoen 4 liepen van begin maart 2012 tot half augustus 2012.

## Seizoen 5
| Nr. | Titel Aflevering | Gastacteurs | Originele uitzenddatum | Scenario                                                                                              | Regie                | Productie-nummer | Kijkcijfer |
| --- | ---------------- | --- | ---------------------- | --- | -------------------- | ---------------- | ---------- |
| 41  | Femke            | Robbie Cleiren, Tiny Bertels, Taeke Nicolaï, Maarten Bosmans en Axel Daeseleire                                                            | 29 januari 2014        | Bas Adriaensen Nico Moolenaar Michel Sabbe Koen Sonck Piet Matthys                                    | Cecilia Verheyden    | 5.01             | 376.297    |
| 42  | Bernard          | Tine Embrechts, Johan Heldenbergh, Hilde Uitterlinden en Arnold Willems                                                                    | 5 februari 2014        | onbekend                                                                                              | Cecilia Verheyden    | 5.02             | 386.050    |
| 43  | Milla            | Anemone Valcke, Marc Lauwrys, Marc Peeters, Monika Dumon, Wim Van de Velde                                                                 | 12 februari 2014       | Bart Uytdenhouwen Bas Adriaensen                                                                      | Kaat Beels           | 5.03             | 395.110    |
| 44  | Liesbeth I       | Charlotte Vandermeersch, Koen De Bouw, Lien Van de Kelder, R. Kan Albay, Peter Thyssen, Stefan Perceval, Hendrik van Doorn, Joris Van Dael | 19 februari 2014       | Bas Adriaensen Nico Moolenaar Dirk Nielandt Michel Sabbe Koen Sonck Kobe Van Steenberghe Piet Matthys | Jan Verheyen         | 5.04             | 371.000    |
| 45  | Liesbeth II      | Charlotte Vandermeersch, Peter Thyssen, Stefan Perceval, Hendrik Van Doorn                                                                 | 26 februari 2014       | Bas Adriaensen Nico Moolenaar Dirk Nielandt Michel Sabbe Koen Sonck Kobe Van Steenberghe Piet Matthys | Jan Verheyen         | 5.05             | 328.304    |
| 46  | Stefanie         | Dorien De Clippel, Tine Laureyns, Minne Van den Broeck, Ineke Nijssen, Roger Baum, Kristien De Proost                                      | 5 maart 2014           | Bas Adriaensen Philippe De Schepper                                                                   | Kaat Beels           | 5.06             | 323.348    |
| 47  | Inez             | Charlotte Anne Bongaerts, Jeroen Lenaerts, Willy Ngala, Erik Burke, Begir Memeti, Sofie Joan Wouters, Axel Daeseleire                      | 12 maart 2014          | onbekend                                                                                              | Kobe Van Steenberghe | 5.07             | 320.668    |
| 48  | Maarten          | Lize Feryn, Ben Van Ostade, Mieke Dobbels, Matthias Van Mieghem, Tania Poppe                                                               | 19 maart 2014          | onbekend                                                                                              | Kobe Van Steenberghe | 5.08             | 343.869    |
| 49  | Sigi             | Eva Van Der Gucht, Ruth Becquart, Guy Van Sande, Gert Winckelmans                                                                          | 26 maart 2014          | onbekend                                                                                              | Jan Verheyen         | 5.09             | 301.555    |
| 50  | Jimmy            | Ron Cornet, Werner De Smedt, An Miller, Han Coucke, Jan Hammenecker                                                                        | 2 april 2014           | onbekend                                                                                              | Jan Verheyen         | 5.10             | 290.404    |

Ter info: de opnames van seizoen 5 liepen van begin mei 2013 tot eind oktober 2013.

## Seizoen 6
| Nr. | Titel Aflevering | Gastacteurs | Originele uitzenddatum | Scenario                                                                   | Regie                | Productie-nummer | Kijkcijfer |
| --- | ---------------- | --- | ---------------------- | -------------------------------------------------------------------------- | -------------------- | ---------------- | ---------- |
| 51  | Lucas            | Thomas Janssens, Emma Pelckmans, Rudy Morren, Veerle Eyckermans, Carry Goossens, Marijke Pinoy, Bert Verbeke, Dirk Lavrysen, Maarten Ketels, Karel Deruwe, Ella-June Henrard, Jan Hammenecker                     | 5 februari 2015        | Jan Verheyen                                                               | Jan Verheyen         | 6.05             | 349.029    |
| 52  | Tine             | Jan Hammenecker, Johan De Paepe, Jean-Philippe Lejeune, Wim Danckaert, Eric Godon, Mathilde Mazabrard | 12 februari 2015       | Piet Matthys Nico Moolenaar Bert Potvliege                                 | Cecilia Verheyden    | 6.04             | 316.215    |
| 53  | Ruben            | Mathias Sercu, Katrien Vandendries, Marie Declerck, Margaux Swinnen, Jorre Vandenbussche, Kaat Hellings, Peter Van Gucht, Matthias Meersman, Geert Vaes                                                           | 19 februari 2015       | Karel Soffers Bart Uytdenhouwen Piet Matthys Nico Moolenaar Bas Adriaensen | Jan Verheyen         | 6.03             | 263.483    |
| 54  | Kathleen         | Wine Dierickx, Oscar Van Rompuy, Jos Geens, Bart Klein, Lut Mortelmans, Peter Melis, Jan Hammenecker | 26 februari 2015       | Bart Uytdenhouwen Piet Matthys Nico Moolenaar                              | Jan Verheyen         | 6.01             | Onbekend   |
| 55  | Lars             | Cedric Van den Abbeele, Guy Van Sande, Sandrine André, Abbas Shirafkan, Thomas Lammens, JJan Hammenecker | 5 maart 2015           | Bart Uytdenhouwen Piet Matthys Nico Moolenaar Bas Adriaensen               | Jan Verheyen         | 6.02             | 338.059    |
| 56  | Joyce            | Anna Franziska Jaeger, Romy Lauwers, Ann Tuts, Linde Carrijn, Koen De Sutter, Evelien Van Hamme, Kadèr Gürbüz, Pieter Bamps, Tanja Cnaepkens, Arno Hazebroek, Felix Meyer                                         | 12 maart 2015          | Bart Uytdenhouwen Piet Matthys Nico Moolenaar Bas Adriaensen               | Cecilia Verheyden    | 6.06             | 310.819    |
| 57  | Sofia            | Sofia Primchits, Rosa Hasenova, Griet Boels, Diana Davidova, Roel Swanenberg, Laura May, Pieter Piron, Nina Van Rompaey, Sergej Lopouchanski, Alexander Savanelli, Zarina Hasenova, Magomed Zagaev, Oleg Nayzrini | 19 maart 2015          | Bart Uytdenhouwen Piet Matthys Nico Moolenaar Bas Adriaensen               | Hans Herbots         | 6.07             | 256.854    |
| 58  | Madina           | Sofia Primchits, Rosa Hasenova, Ingrid De Vos, Begir Memeti, Alexander Savanelli, Zarina Hasenova, Tom Viaene, Guy Dermul, Griet Boels, Magomed Zagaev                                                            | 26 maart 2015          | Bart Uytdenhouwen Piet Matthys Nico Moolenaar Bas Adriaensen               | Hans Herbots         | 6.08             | Onbekend   |
| 59  | Tristan          | Steven Boen, Warre Borgmans, Abigail Abraham, Pieter Genard, Hein Blondeel, Christel Domen | 2 april 2015           | Bart Uytdenhouwen Piet Matthys Nico Moolenaar                              | Kobe Van Steenberghe | 6.09             | Onbekend   |
| 60  | Bruno            | Wouter Hendrickx, Jeroen Perceval, Victor Peeters, Frederik Lebeer, Joke De Bruyn, Leonard Baeyens, Frank Mercelis, Hans Ligtvoet, Wesley Sonck                                                                   | 9 april 2015           | Piet Matthys Nico Moolenaar                                                | Kobe Van Steenberghe | 6.10             | Onbekend   |

Ter info: de opnames van seizoen 6 liepen van begin april 2014 tot begin oktober 2014.

## Seizoen 7
| Nr. | Titel Aflevering | Gastacteurs | Originele uitzenddatum | Scenario                         | Regie              | Productie-nummer | Kijkcijfer |
| --- | ---------------- | --- | ---------------------- | -------------------------------- | ------------------ | ---------------- | ---------- |
| 61  | Eline            | Hendrik Aerts, Jelle De Beule, Sven De Leijer, Line Pillet, Jasmine Jaspers, Otto-Jan Ham, Ivan Pecnik, Karin Tanghe, Jeroen Van der Ven, Pierre Van Heddegem, Andy Van Kerschaver                            | 4 februari 2016        | Jan Verheyen                     | Hans Herbots       |                  | 186.000    |
| 62  | Frank            | Dayo Clinckspoor, Line Pillet, Katrien De Becker, Elke Dom, Rilke Eyckermans, Daisy Ip, Andreas Perschewski, Kenji Tielemans, Hans Van Cauwenberghe, Tibo Vandenborre                                         | 11 februari 2016       | Piet Matthys                     | Hans Herbots       |                  | 252.000    |
| 63  | André            | Julia Ghysels, Line Pillet, Kim Hertogs, Jack Mulowayi, Stefan Perceval, Joren Seldeslachts, Johan Van Assche, Tom Van Bauwel, Karel Vingerhoets                                                              | 18 februari 2016       | Jan Verheyen                     | Wouter Bouvijn     |                  | 217.000    |
| 64  | Lotte            | Violet Braeckman, Line Pillet, Benny Ceuppens, Rudi Delhem, Leen Dendievel, Joke Devynck, Karin Jacobs, Jan Sobrie, Kenji Tielemans, Reindert Vermeire                                                        | 25 februari 2016       | Nico Moolenaar Bart Uytdenhouwen | Hans Herbots       |                  | 184.000    |
| 65  | Joeri            | Johan Albert, Line Pillet, Frank Dingenen, Rilke Eyckermans, Filip Hebbrecht, Jarne Heylen, Milan Simons, Tibo Vandenborre, Wim Van Doorsselaere, Dominique Van Malder, Bert Vannieuwenhuyse, Bert Van Poucke | 3 maart 2016           | Piet Matthys                     | Hans Herbots       |                  | 235.000    |
| 66  | Louic            | Lukas Bulteel, Line Pillet, Sil De Schepper, Mathieu Michiels, Nathan Naenen, Adrian Sack, Vicky Van Bellingen, Lucas Van den Eynde, Viv Van Dingenen                                                         | 10 maart 2016          | Bart Uytdenhouwen                | Wouter Bouvijn     |                  | 217.000    |
| 67  | Siska            | Ianka Fleerackers, Line Pillet, Raouf Hadj Mohamed, Margot Hallemans, Lotte Vannieuwenborg, Braam Verreth | 17 maart 2016          | Koen Sonck Dirk Nielandt         | Mathieu Mortelmans |                  |            |
| 68  | Laurent          | Nele Bauwens, Linde Carrijn, Elisa Guarraci, Line Pillet, Dirk Tuypens, Lucas Van Dam, Andrew James Van Ostade, Kristof Verhassel                                                                             | 24 maart 2016          | Bart Uytdenhouwen                | Mathieu Mortelmans |                  |            |
| 69  | Dimi             | Yuri Beridze, Line Pillet, Johan Knuts, Arend Peeters, Gilbert Spruyt, Katja Uffelmann, Anne-Laure Vandeputte, Maud Van Hauwaert, Daniel Vidovsky                                                             | 31 maart 2016          | Koen Sonck Dirk Nielandt         | Cecilia Verheyden  |                  |            |
| 70  | Jasper           | Frederik Huys, Marc Lauwrys, Line Pillet, Iwein Segers, Kurt Vandendriessche, Dries Vanhegen | 7 april 2016           |                                  | Cecilia Verheyden  |                  |            |

Ter info: de opnames van seizoen 7 liepen van begin april 2015 tot eind september 2015.